# AFC istok
AFC istok je jedna od četiri divizije AFC konferencije u nacionalnoj ligi američkog nogometa NFL. Članovi divizije su Buffalo Billsi, Miami Dolphinsi, New England Patriotsi i New York Jetsi. Divizija postoji u trenutnom obliku od sezone 2002., kada je nakon ulaska u ligu Houston Texansa ukupan broj momčadi porastao na 32, koje su tada raspodijeljene na ukupno osam divizija po četiri momčadi, po četiri divizije u svakoj konferenciji.
Sjedišta momčadi divizije AFC istok su Orchard Park, New York (Buffalo Bills), Miami Gardens, Florida (Miami Dolphins),  Foxborough, Massachusetts (New England Patriots) i East Rutherford, New Jersey (New York Jets).

## Pobjednici divizije AFC istok
| Sezona | Momčad               | Omjer |
| ------ | -------------------- | ----- |
| 2002.  | New York Jets        | 9–7   |
| 2003.  | New England Patriots | 14–2  |
| 2004.  | New England Patriots | 14–2  |
| 2005.  | New England Patriots | 10–6  |
| 2006.  | New England Patriots | 12–4  |
| 2007.  | New England Patriots | 16–0  |
| 2008.  | Miami Dolphins       | 11–5  |
| 2009.  | New England Patriots | 10–6  |
| 2010.  | New England Patriots | 14–2  |
| 2011.  | New England Patriots | 13–3  |
| 2012.  | New England Patriots | 12–4  |
| 2013.  | New England Patriots | 12–4  |
| 2014.  | New England Patriots | 12–4  |
| 2015.  | New England Patriots | 12–4  |
| 2016.  | New England Patriots | 14–2  |
| 2017.  | New England Patriots | 13–3  |
| 2018.  | New England Patriots | 11–5  |
| 2019.  | New England Patriots | 12–4  |
| 2020.  | Buffalo Bills        | 13–3  |